# Hamidou Diallo
Hamidou Diallo (Queens, 31 luglio 1998) è un cestista statunitense di origini maliane.

## Statistiche

### NCAA
| Anno      | Squadra           | PG | PT | MP   | TC%  | 3P%  | TL%  | RP  | AP  | PRP | SP  | PP   |
| --------- | ----------------- | -- | -- | ---- | ---- | ---- | ---- | --- | --- | --- | --- | ---- |
| 2017-2018 | Kentucky Wildcats | 37 | 37 | 24,8 | 42,8 | 33,8 | 61,1 | 3,6 | 1,2 | 0,8 | 0,4 | 10,0 |
| Carriera  | Carriera          | 37 | 37 | 24,8 | 42,8 | 33,8 | 61,1 | 3,6 | 1,2 | 0,8 | 0,4 | 10,0 |

#### Massimi in carriera
- Massimo di punti: 23 vs Monmouth (9 dicembre 2017)[1]
- Massimo di rimbalzi: 10 (2 volte)
- Massimo di assist: 4 (2 volte)
- Massimo di palle rubate: 3 vs Virginia Tech (16 dicembre 2017)
- Massimo di stoppate: 3 vs Davidson (15 marzo 2018)
- Massimo di minuti giocati: 39 vs Vanderbilt (13 gennaio 2018)

### NBA

#### Regular Season
| Anno      | Squadra          | PG  | PT | MP   | TC%  | 3P%  | TL%  | RP  | AP  | PRP | SP  | PP   |
| --------- | ---------------- | --- | -- | ---- | ---- | ---- | ---- | --- | --- | --- | --- | ---- |
| 2018-2019 | Oklahoma Thunder | 51  | 3  | 10,3 | 45,5 | 16,7 | 61,0 | 1,9 | 0,3 | 0,4 | 0,2 | 3,7  |
| 2019-2020 | Oklahoma Thunder | 46  | 3  | 19,5 | 44,6 | 28,1 | 60,3 | 3,6 | 0,8 | 0,8 | 0,2 | 6,9  |
| 2020-2021 | Oklahoma Thunder | 32  | 5  | 23,8 | 48,1 | 29,3 | 62,9 | 5,2 | 2,4 | 1,0 | 0,4 | 11,9 |
| 2020-2021 | Detroit Pistons  | 20  | 4  | 23,3 | 46,8 | 39,0 | 66,2 | 5,4 | 1,2 | 0,5 | 0,6 | 11,2 |
| 2021-2022 | Detroit Pistons  | 58  | 29 | 21,9 | 49,6 | 24,7 | 65,0 | 4,8 | 1,3 | 1,2 | 0,3 | 11,0 |
| 2022-2023 | Detroit Pistons  | 56  | 0  | 17,8 | 57,3 | 23,8 | 58,8 | 3,5 | 1,0 | 0,9 | 0,3 | 9,3  |
| 2023-2024 | Wash. Wizards    | 2   | 0  | 2,4  | 50,0 | —    | —    | 1,0 | 0,5 | 1,0 | 0,0 | 1,0  |
| Carriera  | Carriera         | 265 | 44 | 18,6 | 49,5 | 27,4 | 62,3 | 3,8 | 1,1 | 0,8 | 0,3 | 8,6  |

#### Play-off
| Anno     | Squadra          | PG | PT | MP  | TC%  | 3P%  | TL%  | RP  | AP  | PRP | SP  | PP  |
| -------- | ---------------- | -- | -- | --- | ---- | ---- | ---- | --- | --- | --- | --- | --- |
| 2020     | Oklahoma Thunder | 3  | 0  | 8,4 | 36,4 | 20,0 | 57,1 | 2,0 | 0,3 | 0,0 | 0,7 | 4,3 |
| Carriera | Carriera         | 3  | 0  | 8,4 | 36,4 | 20,0 | 57,1 | 2,0 | 0,3 | 0,0 | 0,7 | 4,3 |

#### Massimi in carriera
- Massimo di punti: 35 vs Charlotte Hornets (4 maggio 2021)[2]
- Massimo di rimbalzi: 14 (2 volte)
- Massimo di assist: 10 vs Minnesota Timberwolves (5 febbraio 2021)
- Massimo di palle rubate: 5 (4 volte)
- Massimo di stoppate: 3 vs Boston Celtics (25 ottobre 2018)
- Massimo di minuti giocati: 50 vs San Antonio Spurs (1º gennaio 2022)

## Palmarès
- NBA Slam Dunk Contest: 1

2019